# Installateurverzeichnis
Ein Installateurverzeichnis ist ein Verzeichnis für Handwerksunternehmen, welche Arbeiten im öffentlichen Bereich von Versorgungsnetzen vornehmen dürfen. Es ist von jedem Netzbetreiber in seinem Netzbereich in den Sparten Strom, Gas und Wasser zu führen. Für eine Eintragung müssen Installationsunternehmen im Allgemeinen eine ausreichende fachliche Qualifikation gegenüber dem Netzbetreiber nachweisen.

## Rechtliche Grundlagen
Nach § 13 Abs. 2 Niederspannungsanschlussverordnung (NAV), § 13 Abs. 2 Niederdruckanschlussverordnung (NDAV) und § 12 Abs. 2 der Verordnung über allgemeine Bedingungen für die Versorgung mit Wasser (AVBWasserV) sind Netzbetreiber für die Medien Strom, Gas und Wasser verpflichtet, Installateurverzeichnisse zu führen.
Dies soll die Sicherheit und Hygiene bei der Energie- und Wasserversorgung fördern und nachteilige Auswirkungen mangelhaft installierter Verbrauchsanlagen vermeiden. Damit erfolgt eine Arbeitsteilung zwischen den Netzbetreibern und den Installateuren, da eingetragene Unternehmen Arbeiten im Bereich öffentlicher Netzen vornehmen dürfen. Hierzu gehört das Errichten, Erweitern, Ändern sowie Instandhalten von Hausanschlüssen der genannten Sparten entsprechend der behördlichen Bestimmungen sowie nach den anerkannten Regeln der Technik.
Die Eintragung in ein Installateurverzeichnis erfolgt auf Grundlage der amtlichen Begründung zur jeweiligen Verordnung sowie den zwischen den Marktpartnern vereinbarten Richtlinien. Diese werden durch den Bundesverband der Energie- und Wasserwirtschaft (BDEW) auf Seiten der Netzbetreiber zusammen mit den Handwerks- und Industrieverbänden ZVEH, ZVSHK, BTGA und DVGW erarbeitet. Die Richtlinien betreffen den Nachweis der fachlichen Befähigung des Unternehmensinhabers oder einer angestellten verantwortlichen Fachkraft. Dabei besteht die übereinstimmende Vorstellung der beteiligten Verbände, dass sich Netzbetreiber und Installationsunternehmen als gleichberechtigte Partner gegenüberstehen.
Es besteht für Handwerksbetriebe keine Verpflichtung, sich in ein Installateurverzeichnis eintragen zu lassen. Ohne Eintragung dürfen jedoch keine Arbeiten im Geltungsbereich von NAV, NDAV und AVBWasserV durchgeführt werden.
Das Führen des Installateurverzeichnisses kann auch durch einen Dritten erfolgen, z. B. benachbarte Netzbetreiber.

## Eintragung
Eine Eintragung in das Installateurverzeichnis bei einem Netzbetreiber erfolgt, wenn fachliche und organisatorische Voraussetzungen vorliegen:
1. Das Unternehmen muss eine verantwortliche Fachkraft (z. B. Unternehmenseigentümer, Angestellter) beschäftigen, der eine entsprechende Fachausbildung und Erfahrung nachweisen kann. Ein Meisterbrief weist nicht automatisch eine ausreichende Qualifikation nach, da notwendige Lerninhalte nachgewiesen werden müssen.
2. Das Unternehmen muss uneingeschränkt über die notwendige technische Ausstattung verfügen, um Installationsarbeiten sach- und fachgerecht durchführen zu können. Dies umfasst die für die Installation und Überprüfung erforderlichen Werkzeuge sowie Mess- und Prüfgeräte.
3. Es ist eine ausreichende Deckung durch Betriebshaftpflichtversicherung nachzuweisen, um mögliche Schäden abzudecken, die durch Installationsarbeiten entstehen können. Die genaue Höhe der Versicherungssumme wird in der Regel von den Netzbetreibern vorgegeben und orientiert sich an den Risiken der Tätigkeit.
4. Es besteht eine Verpflichtung zur Beachtung aller relevanten rechtlichen und technischen Vorschriften, Regeln sowie Normen.
5. Zudem sind regelmäßige Fortbildungen nachzuweisen.

In der Sparte Strom ist ein schriftlicher Antrag zu stellen. Der Netzbetreiber stellt einen Installateurausweis mit einer Gültigkeitsdauer von maximal 5 Jahren aus. Dieser kann als Nachweis verwendet werden, dass das Unternehmen berechtigt ist, elektrotechnische Arbeiten vorzunehmen. Ist ein Unternehmen bei einem Netzbetreiber im Installateurverzeichnis gelistet, so kann es sich als „Gast“ für Arbeiten im Netzbereich anderer Netzbetreiber registrieren lassen.
Im Bereich Gas und Wasser ist ein Installateurvertrag abzuschließen, welcher die Rechten und Pflichten zwischen Installateur und Netzbetreiber regelt. Der Vertrag berechtigt im Regelfall bundesweit für Arbeiten. Er kann durch den Netzbetreiber auf Gas- oder Wasserinstallationsarbeiten beschränkt werden, wenn die fachliche Befähigung nur für einen der Teilbereiche nachgewiesen wird.